# Megachile addubitans
Megachile addubitans är en biart som beskrevs av Cockerell 1931. Megachile addubitans ingår i släktet tapetserarbin, och familjen buksamlarbin. Inga underarter finns listade i Catalogue of Life.